# Operație de simetrie
O acțiune după efectuarea căreia un obiect arată la fel se numește operație de simetrie. De exemplu rotații, reflexii, inversiuni etc. Există un element de simetrie caracteristic fiecărei operații de simetrie: un punct, o dreaptă sau un plan. Operația de simetrie se realizează față de un element de simetrie (un punct, o dreaptă sau un plan).
În contextul simetriei moleculare, o operație de simetrie este o permutare a atomilor astfel încât molecula sau cristalul se transformă într-o stare care nu se poate distinge de starea inițială. Din această definiție rezultă două fapte de bază, care îi subliniază utilitatea:
1. proprietățile fizice trebuie să fie invariante⁠(d) în ceea ce privește operațiile de simetrie;
2. operațiile de simetrie pot fi colectate împreună în grupuri care sunt de la izomorfe până la grupuri de permutări⁠(d).

Funcțiile de undă nu trebuie să fie invariante, deoarece operația le poate înmulți cu o fază sau poate amesteca stări în cadrul unei reprezentări degenerate, fără a afecta vreo proprietate fizică.

## Molecule

### Operația neutră (identică)
Corespunde unei operații care nu face nimic obiectului. Deoarece nicio moleculă nu se poate deosebi de ea însăși dacă nu i se face nimic, fiecare obiect posedă cel puțin element neutru. Operația „identitate” este notată cu „E” sau „I”. În urma operației neutre nu poate fi observată vreo modificare a moleculei. Chiar și asupra celei mai asimetrice molecule se poate efectua o operație neutră, rezultatul este identic cu molecula inițială. Necesitatea unei astfel de operații neutre apare din cerințele matematice ale teoriei grupurilor.

### Reflexia față de plane (oglinzi)

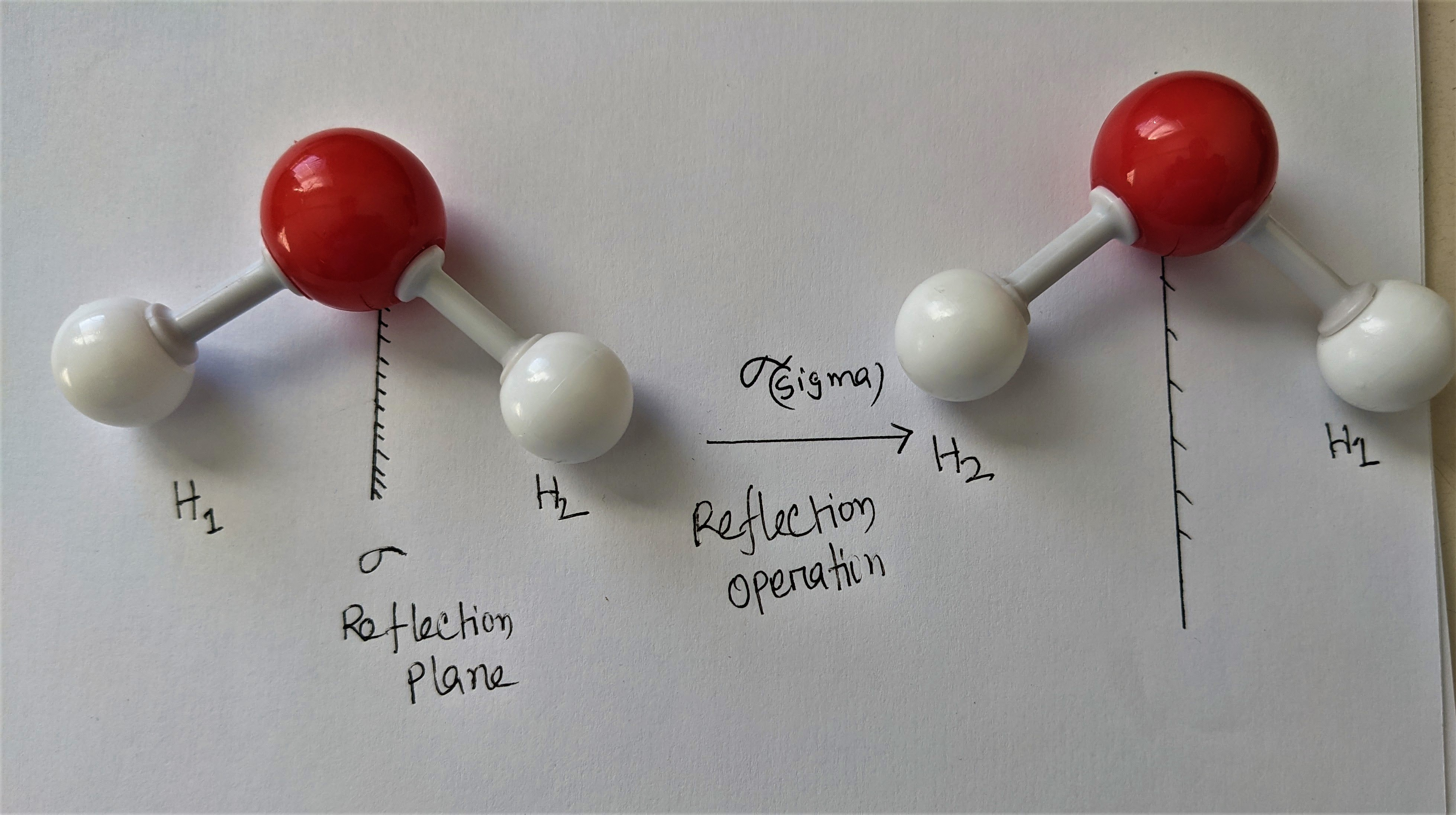
Operația de reflexie

Operația de reflexie este efectuată față de un element de simetrie cunoscut sub numele de plan de reflexie (oglindă). Este notat cu σ (sigma). Acest plan trebuie să treacă prin moleculă și nu poate fi complet în afara ei. Când acest plan de simetrie este paralel cu axa principală a moleculei (axa moleculară „z”), este considerat ca fiind un plan vertical (σv). Dacă planul de simetrie este perpendicular pe axa principală, atunci este notat drept plan orizontal (σh). Un plan diedru (σd) este al treilea tip de plan de simetrie, care bisectează unghiul dintre două axe, fiecare perpendiculară pe axa principală. Pentru a fi simetrică, o moleculă trebuie să genereze o imagine identică cu ea însăși la reflexia față de oricare plan de reflexie.

### Operația de inversiune

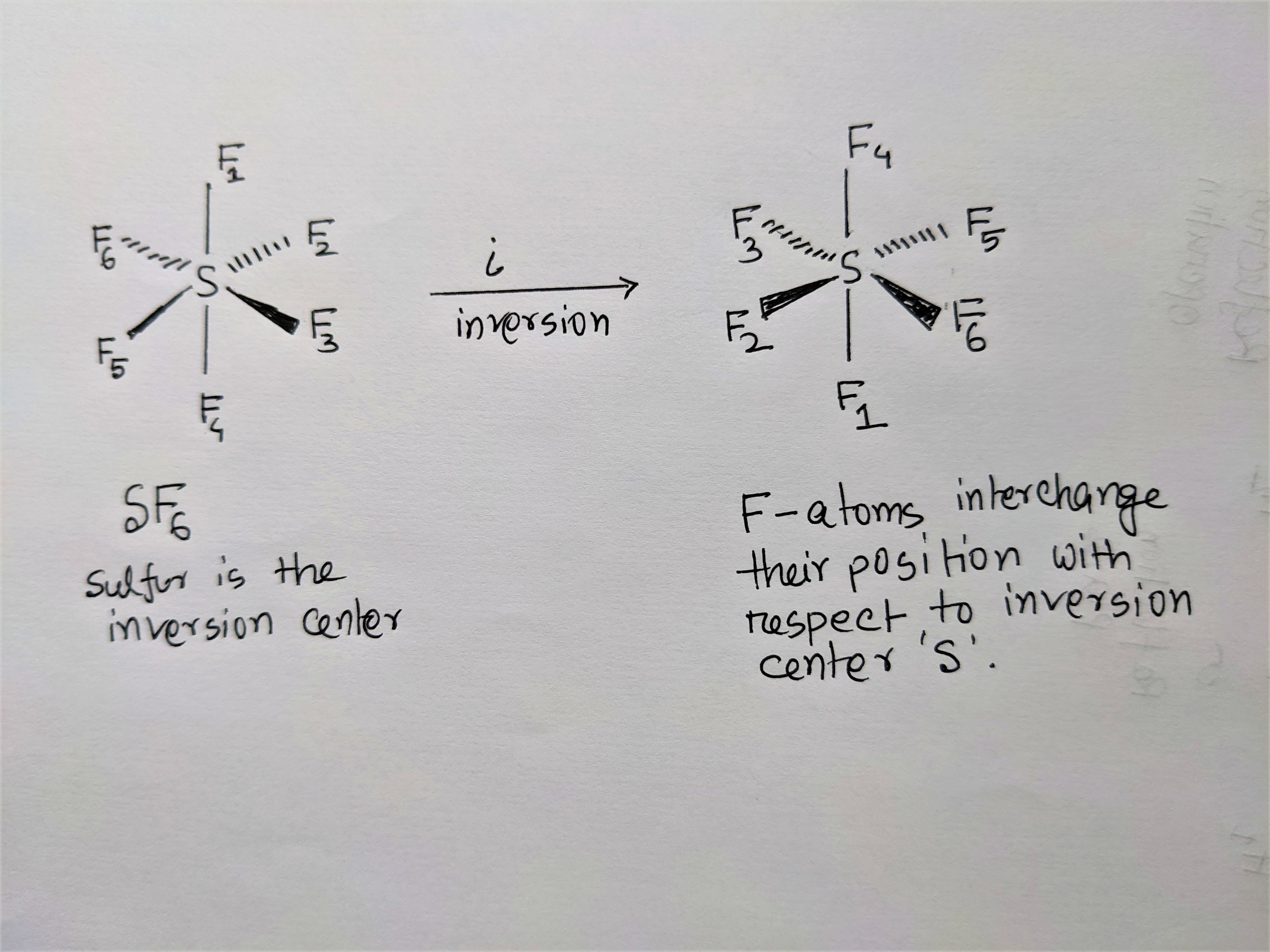
Operația de inversiune (simetrie față de centru) asupra moleculei de hexafluorură de sulf. Toți atomii de fluor își schimbă poziția în partea opusă față de centrul de sulf.

Într-o inversiune față de centru (elementul de simetrie), i, fiecare punct dintr-o moleculă este, deplasându-l la aceeași distanță de care este față de centru, pe cealaltă parte. Centrul de inversiune⁠(d) este un punct din spațiu care se află în centrul geometric al moleculei. Ca rezultat, toate coordonatele carteziene ale atomilor sunt inversate (adică x, y, z la −x, −y, −z). Simbolul folosit pentru a reprezenta centrul de inversiune este i. Când operația de inversiune este efectuată de n ori, se notează cu in, unde in = E când n este par și in = −E când n este impar. AB6, AB4 planar, AB2C2 planar și trans, și etilena sunt câteva dintre exemplele de molecule care au centru de inversiune. Exemple de molecule fără centru de inversiune sunt C5H5− și AB4 tetraedric.

### Operații de rotații proprii sau rotații de n ori
Acestea sont rotații simple în jurul unei axe. Sunt notate cu Sm
n și Cn. Sm
n este o rotație de 360°/n, executată de m ori. Exponentul m se omite dacă este egal cu 1. Aici molecula poate fi rotită în poziții echivalente în jurul unei axe. C1 este o rotație de 360°, unde n = 1. Este echivalent cu operațiunea identitate (E). Un alt exemplu este molecula H2O. Are axa de rotație C2 (n = 2). C2 este o rotație de 180°, iar axa trece prin atomul de oxigen. Dacă molecula de apă este rotită cu 180°, nu se observă nicio diferență detectabilă înainte și după operația C2. Ordinul n al unei axe este numărul care indică cea mai mică rotație care repetată dă o configurație nu doar echivalentă cu structura originală, ci chiar identică cu aceasta. Un exemplu în acest sens este rotația proprie C3 care se rotește cu 2π/3, 2·2π/3, 3·2π/3. Simbolul C3 reprezintă prima rotație în jurul axei C3 care este 2π/3, C2
3 reprezintă a doua rotație, cu 2·2π/3 în timp ce C3
3 reprezintă rotația cu 3·2π/3. C3
3 este configurația identică deoarece dă structura inițială și se numește element neutru (E). Prin urmare, C3 este un ordin de trei și este adesea denumit axă triplă.

### Operații de rotații improprii
O rotație improprie implică două etape de operare: o rotație proprie urmată de reflexie față de un plan perpendicular pe axa de rotație. Rotația improprie este reprezentată de simbolul Sn, unde n este ordinul. Deoarece rotația improprie este combinația dintre rotația și reflexia proprie, Sn va exista întotdeauna ori de câte ori Cn și un plan perpendicular există separat. S1 este de obicei notată cu σ, o operație de reflexie față de un plan de reflexie. S2 este de obicei notată ca i, o operație de inversiune față de un centru de inversiune. Când n este un număr par, Sn
n = E, dar când n este impar S2n
n = E.
Axele de rotație, planele de reflexie și centrele de inversiune sunt elementele de simetrie, nu operații. Axa de rotație de ordinul cel mai înalt este cunoscută ca axa principală de rotație. Este convențional să se aleagă axa carteziană z a moleculei drept axă principală de rotație.

### Exemple
Diclorometanul, CH2Cl2. Există o axă de rotație „C2” care trece prin atomul de carbon și punctele din mijloc dintre cei doi atomi de hidrogen și cei doi atomi de clor. Se definesc axa z ca fiind cea coliniară cu axa C2, planul xz drept cel care conține CH2 și planul yz drept cel care conține CCl2. O operație de rotație C2 permută cei doi atomi de hidrogen și cei doi atomi de clor. Reflexia în planul yz permută atomii de hidrogen, în timp ce reflexia în planul xz permută atomii de clor. Cele patru operații de simetrie E, C2, σ(xz) și σ(yz) formează grupul punctual⁠(d) C2v. De reținut că dacă oricare două operații sunt efectuate succesiv, rezultatul este identic cu cel al unei singure operații din grup.
Metan, CH4. Pe lângă rotațiile corespunzătoare de ordinul 2 și 3, există trei axe „S4” reciproc perpendiculare care trec la jumătatea distanței dintre legăturile C-H și șase plane de reflexie. De reținut că S2
4 = C2.

## Cristale
În cristale sunt posibile în plus rotații elicoidale⁠(d) și/sau reflexii translate. Acestea sunt rotații sau reflexii împreună cu o translație. Aceste operații se pot modifica în funcție de dimensiunile rețelei cristaline.
Rețelele Bravais pot fi considerate ca reprezentând operații de simetrie de translație. Combinațiile de operații ale grupurilor de puncte cristalografice cu operațiile de simetrie de adunare produc cele 230 de grupuri spațiale⁠(d) cristalografice.